# Geranylgeraniol
Geranylgeraniol ist eine chemische Verbindung aus der Gruppe der Diterpene.

## Vorkommen

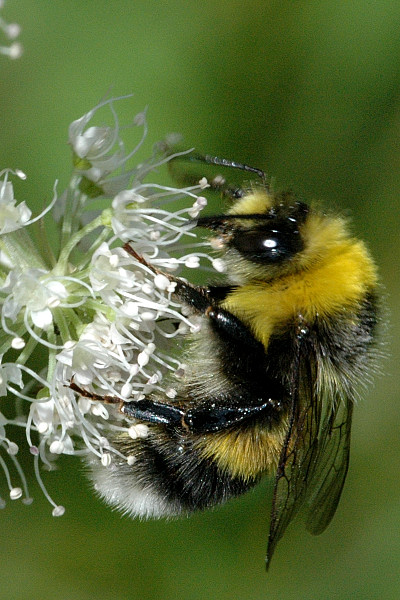
Hellgelbe Erdhummel (Bombus lucorum)

Geranylgeraniol kommt in vielen Pflanzen
sowie einigen Bakterien und Insekten – z. B. Hellgelbe Erdhummel (Bombus lucorum) – vor.

## Gewinnung und Darstellung
Geranylgeraniol wird in Menschen und Tieren auf dem Mevalonatweg gebildet.
Geranylgeraniol wird in der Biosynthese durch Reaktion von zwei Isopren-Einheiten zu Geraniol gebildet.

## Eigenschaften
Geranylgeraniol ist eine farblose bis hellgelbe klare Flüssigkeit.

## Verwendung
Geranylgeraniol ist der metabolische Vorläufer vieler Diterpene und Carotinoide. Es kommt auch als Seitenkette in vielen Verbindungen wie Vitamin K2 vor.
Es dient als Bestandteil von Coenzym Q10
und Häm A
welche Bestandteil der Atmungskette aller mehrzelligen Lebewesen sind. Für die Synthese von prenylierten Proteinen
und glycosylierten Proteinen
ist es in einem posttranslationalen Schritt essentiell.
In vitro Untersuchungen von seinem Derivat Geranylgeranylpyrophosphat zeigten, dass dies ein potentes und selektives Mittel gegen Mycobacterium tuberculosis ist.